# Okunajka
L'Okunajka (in russo Окунайка?) è un fiume della Siberia orientale, affluente di destra della Kirenga (bacino della Lena). Scorre nell'oblast' di Irkutsk, in Russia.
Il fiume ha origine dai monti Ungdar, al confine con la Buriazia, e scorre in direzione nord-occidentale; nel medio corso attraversa il lago Dal'nee, nell'ultimo tratto gira a sud-ovest. Sfocia nella Kirenga a 261 km dalla sua foce. Il fiume ha una lunghezza di 155 km; l'area del suo bacino è di 2 230 km².